# John Knowles Paine
John Knowles Paine (Maine, 9 de gener, 1839 - 25 d'abril de 1906) va ser el primer compositor nascut als Estats Units que va aconseguir la fama per la música orquestral a gran escala. El membre més veterà d'un grup de compositors coneguts col·lectivament com els "Boston Six", Paine va ser un dels responsables del primer conjunt significatiu de música de concert de compositors dels Estats Units. Els altres cinc membres dels Boston Six van ser Amy Beach, Arthur Foote, Edward MacDowell, George Chadwick i Horatio Parker.

## Biografia
Paine va créixer en una família musical a Maine. El seu avi, fabricant d'instruments, va construir el primer orgue de tubs a l'estat de Maine i el seu pare i els seus oncles eren tots professors de música. El seu pare continuava el negoci familiar d'instruments musicals. Un oncle era organista. Un altre era compositor. A la dècada de 1850, Paine va prendre lliçons d'orgue i composició amb Hermann Kotzschmar, completant la seva primera composició, un quartet de corda, el 1855 a 16 anys. Després del seu primer recital d'orgue el 1857, va ser nomenat organista de la Societat Haydn de Portland i va oferir una sèrie de recitals amb l'objectiu de finançar un viatge a Europa, on esperava ampliar la seva educació musical.
En arribar a Europa, Paine va estudiar orgue amb Carl August Haupt i orquestració amb Wilhelm Friedrich Wieprecht a Berlín. També va fer gires per Europa oferint recitals d'orgue durant tres anys, establint-se una reputació com a organista que va precedir el seu retorn als Estats Units. Després de tornar als EUA i establir-se a Boston el 1861, va ser nomenat el primer organista i director de cor de la Universitat Harvard. Mentre ocupava aquest càrrec, Paine va oferir cursos gratuïts d'apreciació musical i teoria musical que es van convertir en el pla d'estudis bàsic del departament acadèmic de música de Harvard, recentment format (el primer departament d'aquest tipus als Estats Units), i va ser nomenat el primer professor de música d'Amèrica. Va romandre membre del professorat de Harvard fins al 1905, just un any abans de la seva mort.
L'estrena ben rebuda de Paine a Berlín el 1867 de la seva Missa en re menor, op. 10, li va donar una reputació que el va ajudar a donar forma a la infraestructura musical dels Estats Units. Els seus cursos pioners d'apreciació musical i teoria musical van convertir el pla d'estudis del Departament de Música de Harvard en un model per als Departaments de Música americans. El seu servei com a director del Conservatori de Música de Nova Anglaterra (i les conferències que hi va impartir) van establir el seu lloc a l'arrel d'una cadena d'instrucció que condueix (a través d'Eugene Thayer) des de George Chadwick fins a Horatio Parker i Charles Ives. Va ser el primer director convidat de l'Orquestra Simfònica de Boston en els concerts finals de la seva primera temporada, i les seves obres van ser les preferides del públic. Paine és conegut per haver iniciat la tradició simfònica americana. També va escriure l'oratori de Sant Pere el 1872 i l'Himne del Centenari que (amb orquestra) va inaugurar l'Exposició del Centenari de 1876 a Filadèlfia. Va ser fundador de l'"American Guild of Organists". Entre els seus escrits hi ha el llibre La història de la música fins a la mort de Schubert (publicat el 1885), i va ser coeditor del llibre Compositors famosos i les seves obres (publicat el 1891), al qual va contribuir amb dos capítols: "Beethoven com a compositor" i "Música a Alemanya".